# Новоключи
Новоключи — село в Купинском районе Новосибирской области России. Административный центр Новоключевского сельсовета.

## География
Площадь села — 167 гектаров.
Новоключи расположены возле Горького озера.

## Население
| 2002 | 2007 | 2010 |
| ---- | ---- | ---- |
| 901  | ↗928 | ↘799 |

## История
Основано в 1862 году. В 1928 году село Новоключи состояло из 197 хозяйств, основное население — русские. Центр Новоключевского сельсовета Купинского района Новосибирской области.

## Инфраструктура
В селе по данным на 2007 год функционируют 1 учреждение здравоохранения и 2 учреждения образования.

## Достопримечательности
- Братская могила пяти партизан Гражданской войны в центре села. На могиле установлен обелиск.

## Известные уроженцы
- Пётр Павлович Дедов (1933—2013) — русский писатель, автор рассказов о сельской жизни.